# Rose Gottemoeller

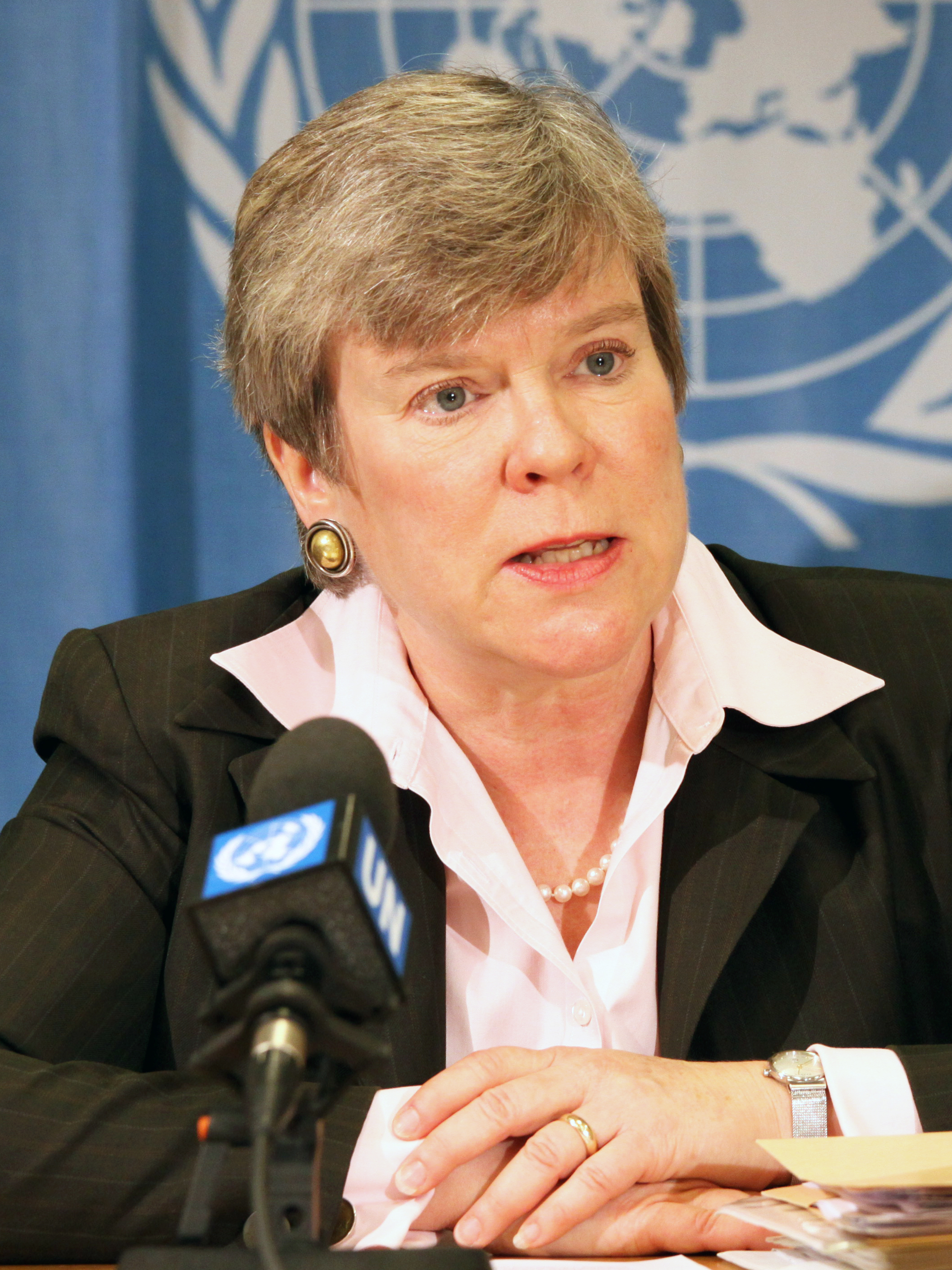
Rose Gottemoeller

Rose Gottemoeller (* 24. März 1953 in Columbus, Ohio) ist eine US-amerikanische Diplomatin. Von 2016 bis 2019 war sie stellvertretende NATO-Generalsekretärin.

## Leben
Gottemoeller erhielt einen Bachelor von der Georgetown University und einen MA der George Washington University. Sie lehrte sowjetische Militärpolitik an der Georgetown University. Von 1993 bis 1994 war sie beim Nationalen Sicherheitsrat im Weißen Haus als Direktorin für Russland, Ukraine und Eurasien  zuständig für die Denuklearisierung in der Ukraine, Kasachstan und Belarus. Danach war Gottemoeller drei Jahre als stellvertretende Direktorin des Internationalen Instituts für Strategische Studien (IISS) in London tätig.
Sie diente als Under Secretary of State for Arms Control and International Security Affairs im Außenministerium der Vereinigten Staaten und berichtete zugleich dem Außenminister der Vereinigten Staaten. Sie wurde am 6. April 2009 vereidigt. Zuvor war sie in verschiedenen Positionen bei  Abrüstungsverhandlungen beteiligt. Im Oktober 2016 wurde sie die Nachfolgerin von Alexander Vershbow im Amt des stellvertretenden NATO-Generalsekretärs.
Im Juli 2019 wurde Mircea Geoană zu ihrem Nachfolger als Stellvertreter des NATO-Generalsekretärs Jens Stoltenberg ab Oktober 2019 bestellt.

## Werke
- Negotiating the New START Treaty. Cambria Press, Amherst 2021, ISBN 978-1-62196-695-1.